# VALIS
VALIS (1981) je sci-fi román amerického spisovatele Philipa K. Dicka. Jedná se o první díl autorovy gnostické „božské" VALIS trilogie (The VALIS Trilogy), Dalšími díly jsou romány Božská invaze a Převtělení Timothyho Archera.
První variantu tohoto románu pod názvem VALISystem A napsal Dick již roku 1976. Příběh byl vydán roku 1985 pod názvem Rádio Svobodný Albemut.

## Obsah románu
Název románu je akronym pro Vast Active Living Intelligence System (Rozsáhlý aktivní živoucí inteligentní systém), což je jméno prastarého mimozemského satelitu, který z oběžné dráhy komunikuje s vybranými pozemšťany.
Román vypráví příběh vůdce nové náboženské sekty Horselovera Fata, který mluví s bohem a který došel k názoru, že se blíží doba příchodu nového Mesiáše, jehož identitu je třeba odhalit. Zároveň se ale pokouší odpovědět si na mnohé důležité otázky: Zda Bůh opravdu existuje, a pokud ano, odkud vlastně přišel (z budoucnosti nebo z vesmíru)? Jaký je vztah Boha k člověku, a naopak? V čem spočívá smysl víry? Je také možné, že Fat je pouhý blázen trpící drogovými halucinacemi, protože jeho značně vyšinuté učení je prapodivnou směsicí věrouk ze všech možných lidských epoch (Bible, Zarathuštra, kniha proměn I-ťing).
Sekta po dlouhém hledání nalezne svého Mesiáše ve dvouletém dítěti jménem Sofie, které jim potvrdí, že celá pozemská civilizace je odpradávna řízena inteligencí z vesmíru. Román je často označován za teologickou detektivku, protože používá mnohé formální postupy tohoto žánru.
Příběh má mnoho autobiografických rysů. Jméno Horselover Fat je heteronymum autorova jména (philip znamená v řečtine horselover a fat je německy dick). Román je vyprávěn převážně v první osobě spisovatelem sci-fi románů Philem a autor v něm líčí své drogami vyvolané duševní stavy, především setkání s jakousi božskou entitou.

## Česká vydání
- VALIS, Argo, Praha 2006, přeložil Robert Tschorm.